# Захумље
Захумље или Захумска земља, односно Хум или Хумска земља (грч. Ζαχλούμων χώρα, лат. Zachulmia, Chulmia, Chelmia, Chelmunia) називи су за српску средњовековну област која је обухватала део горње (јужне) Далмације, приближно од реке Неретве до града Дубровника, са припадајућим залеђем и острвима. Област су настањивали Захумљани (грч. Ζαχλοῦμοι), који су били Срби. Током раног средњег века, на том подручју постојала је српска кнежевина, чији су најзнаменитији кнежеви били Михаило Вишевић (10. век) и Мирослав Завидовић (12. век). Као удеона област у саставу великожупанске Србије и средњовековне Краљевине Србије, често је помињана у проширеним насловима српских краљева из династије Немањића, под чијом је влашћу остала све до треће деценије 14. века. Потом је потпала под власт босанских банова и потоњих краљева Срба и Босне из династије Котроманића, у чијим је проширеним титулама такође често помињана. Током 15. века, потпала је под власт великашке породице Косача, поставши једна од области које су 1448. године ушле у састав новоствореног Војводства Светог Саве. Потоње османско запоседање ове области започело је након 1465. године, а довршено је укључивањем читавог подручја у састав новоствореног Херцеговачког санџака.

## Назив
У историјским изворима, називи ове области јављају се у два основна облика (Захумље или Захумска земља, односно Хум или Хумска земља), а сваки од тих назива се даље јавља у разним правописним варијантама, како на српском тако и на страним језицима (грчки, латински, италијански). Обласно име води порекло од назива за земљу која лежи иза хума (брда), што је већ у 10. веку било познато византијском цару и писцу Константину VII Порфирогениту (945-959).

## Историја
Према Порфирогениту, Захумљани су били Срби, исто као и Травуњани и Неретљани, становници сусених области Травуније и Неретљанске крајине, што се изричито наводи у царевом историографском делу под називом О управљању царством. Тадашњи опсег српског етничког простора у приморским областима потврђују и вести франачког хроничара Ајнхарда, који је у својим „Аналима франачког краљевства“ забележио, под 822. годином, да су Срби народ који држи велики део Далмације (ad Sorabos, quae natio magnam Dalmatiae partem obtinere dicitur).
Најстарији познати владар Захумља био је кнез Михајло Вишевић из прве половине 10. века. Каснији обласни владари Захумља помињу се у позном Летопису попа Дукљанина, али по правилу без потврде у другим изворима, уз изузетак који се односи на кнеза Љутовида из прве половине 11. века. У време успона великожупанске Србије у другој половини 12. века, Хумском земљом је као удеоном облашћу владао кнез Мирослав, брат српског великог жупана Стефана Немање. Мирослав је био ожењен сестром босанског бана Кулина. Затим следе потомци Мирослава, кнез Тољен и потоњи Тољен II, кнез северног Захумља. Петар је био кнез Захумља у распону од 1198. до око 1227. године. Андрија је следио као кнез јужног Захумља 1250. Затим Богдан, жупан Захумља од 1249. до 1252. године, који је владао заједно са Радославом (1249). Краљевић Стефан Константин је био кнез Захумља и наследник српског престола (1321). У време распада Српског царства, делом Хумске земље владао је кнез Војислав Војиновић. Целом облашћу је касније овладао војвода Сандаљ Хранић Косача, кога је наследио Стефан Вукчић Косача, први војвода од Светог Саве (1448), под чијом се влашћу налазила и Хумска земља. Област је након 1465. године потпала под османску власт, а потом је укључена у састав новоствореног Херцеговачког санџака.

## Видети још
- Историја Срба у раном средњем веку
- Српске земље у раном средњем веку
- Кнежевина Србија у раном средњем веку
- Историја Србије у средњем веку
- Српско приморје
- Дукља
- Дукљани
- Травунија
- Травуњани
- Неретљанска кнежевина
- Неретљани

## Извори и литература